# Weronika Rosati

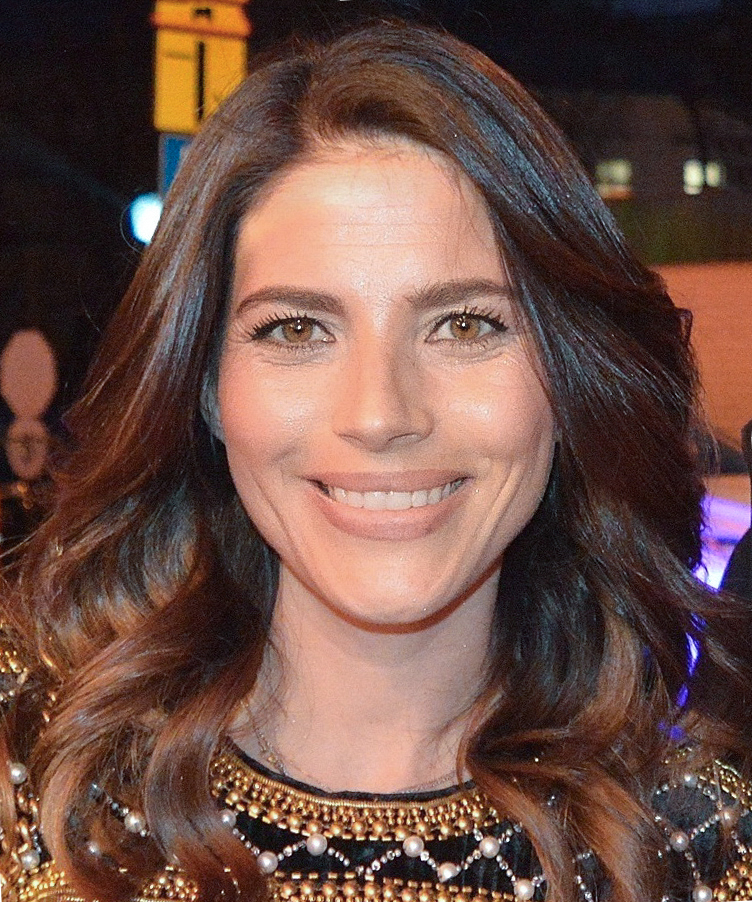
Weronika Rosati im Jahr 2018

Weronika Rosati (* 9. Januar 1984 in Warschau, Polen) ist eine polnische Schauspielerin, die auch als Model arbeitete.

## Leben
Weronika Rosati wurde in der polnischen Hauptstadt Warschau geboren, sie wuchs als Kind allerdings größtenteils in den Vereinigten Staaten und der Schweiz auf. 1990 kehrte sie nach Polen zurück, wo sie später Musik, Tanz und Akrobatik zu studieren begann. Sie studierte auch in den Vereinigten Staaten und erfuhr Unterstützung von renommierten Filmschaffenden, wie Janusz Józefowicz. Sie arbeitete auch als Model und war bereits auf den Covern von Elle, Viva, Gala und anderen Magazinen abgebildet.
2001 gab sie ihr Schauspieldebüt in der Fernsehserie Marzenia do spelnienia, auf der Kinoleinwand hatte sie 2005 in dem Film Pitbull ihren ersten Auftritt. Sie ist sowohl in polnischen als auch in internationalen Produktionen zu sehen. So hatte sie unter anderem Rollen in True Detective, Supernatural oder Last Vegas. 2013 wurde sie für ihre Rolle in dem Film Oblawa für den Polnischen Filmpreis als Beste Hauptdarstellerin nominiert.
Ihr Vater ist der polnische Wissenschaftler und Politiker Dariusz Rosati, ihre Mutter ist die Modedesignerin Teresa Rosati. Sie hat einen 12 Jahre älteren Bruder. Sie spricht aufgrund eines mehrjährigen Aufenthalts in der Schweiz fließend Französisch.

## Filmografie
- 2004–2020: M jak miłość (Fernsehserie, 50 Folgen)
- 2005: Pitbull
- 2005–2008: Pitbull (Fernsehserie, 31 Folgen)
- 2008: Sennosc
- 2008: The House – Die Schuldigen werden bestraft (House)
- 2012: Shootout – Keine Gnade (Bullet to the Head)
- 2012: Oblawa
- 2013: Last Vegas
- 2013: Magiel towarzyski
- 2016: Supernatural (Fernsehserie, eine Folge)
- 2016: USS Indianapolis: Men of Courage
- 2021: Navy CIS: L.A. (NCIS: Los Angeles, Fernsehserie, 2 Folgen)
- 2022: Der Masseur (Never Gonna Snow Again)